# 松井惠理子
松井惠理子（日语：／ Matsui Eriko，1989年3月8日—）是日本的女性聲優、歌手。DAX Production所屬。
愛知縣蒲郡市出身。身高160公分，血型為B型。
2017年以專輯歌手出道。
2025年2月1日，在X個人社交賬戶宣布，同年1月31日已 IAM Agency 約滿退所。 同年4月1日，加入新設立所屬事務所DAX Production。

## 演出作品
粗體字為主要角色。

### 電視動畫
2012年
- 大尾小岡（土撥鼠、兔子）
- SKET DANCE（女學生）
- 黃昏乙女×失憶幽靈（鈴木美奈）
- 哆啦A夢

2013年
- 魔王勇者（魔族女孩[8]）
- 宇宙兄弟（記者、媽媽、服務處、女子）
- 穿透幻影的太陽（女孩子、少女C）
- 記錄的地平線（五十鈴[9]、加奈子、小孩）

2014年
- 未確認進行式（夜之森紅緒）
- FAIRY TAIL（卡美嘉）
- 幕末Rock（惠理）
- RAIL WARS!（砂原成美）
- 普通女高中生要做當地偶像（美原堇[10]）
- 生存遊戲社（石動彌生）
- 魔術快斗1412
- 記錄的地平線2（五十鈴）
- （三科果步）
- 斬！赤紅之瞳（鈴鹿[11]）

2015年
- 偶像大師 灰姑娘女孩（神谷奈緒）
- 靈感少女（瑪莉小姐）
- 寶石寵物 魔法變身（美特米亞加藤、女子）
- SHOW BY ROCK!!（吽）
- 怪盜Joker 第二季（Cyan〈Shadow幼少期〉）
- 銀魂°（女子B、茂茂〈少年〉）
- 干支魂（小哞）
- Chaos Dragon 赤龍戰役（樂紹）
- 城下町的蒲公英（櫻田岬、萊歐、由仁子、雷玟、夏伍拉、普普、伊奈里、貝露）
- 百萬偶像（由里乃）
- 偶像大師 灰姑娘女孩 第二季（神谷奈緒）
- 青年黑傑克（澪）

2016年
- 魔法護士小麥R（麗）
- SUPER LOVERS（安西和奏）
- 鬼斬（義經）
- 三者三葉（刑部聖）
- SHOW BY ROCK!!SHORT!!（吽）
- 月歌。THE ANIMATION（俊平）
- 謎解音（水上鄉華）
- 鋼鐵交響樂（奈奈香）
- SHOW BY ROCK!!#（吽）

2017年
- élDLIVE宇宙警探（托恩托）
- 動物朋友（棕熊[12]）
- 怪怪守護神（黑耀[13]）
- 偶像大師 灰姑娘女孩劇場（神谷奈緒）
- 王室教師海涅（海倫娜、少年、女子店員、少女、女孩子）
- 武裝少女Machiavellianism（天羽斬斬[14]）
- 雛邏輯～來自幸運邏輯～（蘿薩、薇絲塔）

2018年
- 龍王的工作！（主持人）
- OVERLORD II（愛德絲特蓮）
- 賽馬娘 Pretty Derby（富士奇石）
- 魔法少女網站（水蓮寺清春）
- 輕羽飛揚（伊勢原空）
- Anima Yell!（犬養老師[15]）
- 新幹線戰士（大空零）

2019年
- 盾之勇者成名錄（女子、拉芙塔莉雅的母親、貴族、洋裁屋）
- 路人超能100 II（繪美）
- 雨色可可 sideG（天見裕子[16]）
- 魔法少女特殊戰明日香（米亞·塞拉斯[17]）
- 百慕達三角～多彩田園曲～（波可[18]、卡普莉、鸚鵡〈利瑪〉）
- 八月的棒球甜心（竹富亞矢）
- 少女前線 人形小劇場 狂亂篇（蠍式、MP40）

2020年
- 八十龜觀察日記 第2冊（雀田來鈴）
- pet（女服務生）
- 少女前線 人形小劇場 狂亂篇（M1911）
- 歌舞伎町夏洛克（飼育員）
- 繼怪怪守護神（黑耀）
- 賽馬娘四格（富士奇蹟）
- 半妖的夜叉姬（日暮萌）
- D4DJ First Mix（女學生）

2021年
- 八十龜觀察日記 第3冊（雀田來鈴）
- 記錄的地平線 圓桌崩壞（五十鈴）
- SHOW BY ROCK!!STARS!!（吽）
- 哥吉拉 奇異點（廣播、播報員、小孩C、播報員A、播報員B）
- 結城友奈是勇者 啾嚕！（桐生靜）
- 半妖的夜叉姬 貳之章（日暮萌）
- VISUAL PRISON 視覺監獄（女性）
- 橘色榮耀！（平野るな）

2022年
- 少女前線（蠍式[19]）
- 新幹線戰士Z（大空零）
- 射擊覺醒！激鬥瓶蓋人DX（旁白、Up奈奈[20]）
- 不會拿捏距離的阿波連同學（幼年來堂、道德教師、來堂的母親）
- 約會大作戰IV（阿爾緹米希亞·貝爾·阿休克羅夫特）
- 八十龜觀察日記 第4冊（雀田來鈴）
- 盛開的阿斯諾特莉亞 吸！（亞普菈梅琳）
- 幕末替身傳說（兄〈孤兒〉）
- 路人超能100 III（繪美）

2023年
- 為了養老，我要在異世界存8萬枚金幣（馬塞爾的部下）
- 鄰人似銀河（小町的同學、馬門紅葉[21]）
- 機戰少女Alice Expansion（四谷裕美）
- 不知內情的轉學生不管三七二十一纏了上來。（香澄）
- 我喜歡的女孩忘記戴眼鏡（テロップ、女學生）
- 聖者無雙～上班族的異世界生存之道～（教皇[22]）
- 聖劍學院的魔劍使（愛爾莎）

2024年
- 王牌酒保 神之杯（川上京子[23]）
- 轉生為第七王子，隨心所欲的魔法學習之路（小白[24]）
- 寶可夢 地平線（凰檗[25]）
- 身為VTuber的我因為忘記關台而成了傳說（遊戲聲音）
- 美妙寵物 光之美少女（虎眼[26]）
- 再見龍生，你好人生（瑪莉妲[27]）
- 女僕冥土小姐（炸麻糬太郎[28]）

2025年
- 快藏好！瑪琪娜同學！！（防人阿爾瑪[29] / 有马博士）
- 轉生為第七王子，隨心所欲的魔法學習之路（第2期）（小白[30]）
- 這裡是充滿笑容的職場。（角館塔子[31]）

### OVA
2014年
- 未確認進行式（夜之森紅緒）
  - BD/DVD第1卷
  - 原作單行本第5卷附錄DVD
- 夢幻足球手Stella（坂本琴音）※漫畫第8、9卷附贈DVD限定版

2015年
- 普通女高中生要做當地偶像 聖誕特輯（美原堇）
- 幸福光暈～畢業相片～（東和戀子）

2017年
- NEKOPARA（桃）

2018年
- 賽馬娘 Pretty Derby BNW的誓言（富士奇蹟）

2021年
- 機戰少女Alice（四谷裕美）

### 動畫電影
2018年
- 劇場版 七大罪 天空的囚人（天翼人）

2019年
- 劇場版 王室教師海涅（海倫娜）
- Recycle Zoo（うさぎ星人）
- 劇場版新幹線戰士：來自未來的神速ALFA-X（大空零）

2021年
- 活了100天的鱷魚（テレビキャスター）

2024年
- 賽馬娘 Pretty Derby 新時代之門（富士奇蹟[32]）

### 網路動畫
2015年
- NINJA SLAYER忍者殺手（マチ）
- Bonjour♪ 戀味點心學園（女子生徒C、朝井リサ）

2017年
- 偶像大師 灰姑娘女孩劇場 週二灰姑娘劇場（神谷奈緒）

2019年
- THE IDOLM@STER CINDERELLA GIRLS 8周年特別企劃 Spin-off!（奈緒〈神谷奈緒〉）

2020年
- 射擊覺醒！激鬥瓶蓋人DX（裁判娜娜子）
- 碳變：義體置換（Additional Voice）

2021年
- 偶像大師 灰姑娘女孩劇場 Extra Stage（神谷奈緒）
- 少女前線 人形小劇場 -治癒篇2-（蠍式、MP40）
- 干支魂～貓客萬來～（小哞）
- 夜之國（陽菜）

2022年
- CINDERELLA GIRLS 10th Anniversary Celebration Animation ETERNITY MEMORIES（神谷奈緒）

2023年
- 大奧（德川家光）
- 帕底亞的課後時光（妮莫）

### 遊戲
2011年
- 久遠之絆 再臨詔 全語音版（天野聰子[33]）

2014年
- 偶像大師 灰姑娘女孩（神谷奈緒）
- 跨過俺的屍體前進2（七枝武、地母之木實、若草山萌子、東風吹姬、土公之八雲[34]）
- 女友伴身邊（三科果步[35]）

2015年
- 偶像大師 灰姑娘女孩 星光舞台（神谷奈緒）

2016年
- 就算要我努力工作 酉（拉米加娣·瑪嘉拉斯姆[36]）

2017年
- 八月的棒球甜心（竹富亞矢[37]）
- 旋光輪舞2（三條忍）
- 閃耀幻想曲（波爾卡[38]）

2018年
- 賽馬娘Pretty Derby（富士奇蹟[39]）
- アリス・ギア・アイギス（四谷ゆみ）

2021年
- Crash Fever（萬山財神）

2023年
- 明日方舟（火哨）
- 世界計畫 繽紛舞台！ feat.初音未來（瑞希的姐姐）
- 崩壞：星穹鐵道（米沙）

### 廣播劇CD
- 忍者殺手（真智）
- 信長！（足利義昭）
- 魔王勇者（魔族女孩）
- 南鎌倉高校女子自行車社（秋月巴[40]）※單行本第5卷附贈廣播劇CD初回限定版

### 日文配音
- 樂高旋風忍者：旋風術大師（勞埃德·伽瑪當、少年胡大師）
- 樂高旋風忍者電影（勞埃德·伽瑪當）
- 樂高悟空小俠（蜘蛛女王）

## 音樂作品

### 專輯
|            | 發售日        | 標題 | 規格產品編號 | 規格產品編號 | Oricon 最高排名 |
| 初回限定盤 | 發售日        | 標題 | 通常盤       |              | Oricon 最高排名 |
| ---------- | ------------- | ---- | ------------ | ------------ | --------------- |
| 1st        | 2017年1月25日 |      | TKCA-74466   | TKCA-74467   | 26名            |

### 商業搭配歌曲
| 歌曲 | 商業搭配                 | 年份   |
| ---- | ------------------------ | ------ |
|      | 電視動畫《謎解音》插入曲 | 2016年 |

### 角色歌
| 發售日   | 商品標題                                                                              | 演唱名義 | 歌曲                                       | 備註                                              |
| 2014年   | 2014年                                                                                | 2014年 | 2014年                                     | 2014年                                            |
| -------- | ------------------------------------------------------------------------------------- | --- | ------------------------------------------ | ------------------------------------------------- |
| 2月19日  |                                                                                       | [ 成員 1 ] [ 41 ]                                                                                              | 「」                                       | 電視動畫《未確認進行式》片頭曲                    |
| 2月19日  | 「」                                                                                  | [ 成員 1 ] [ 41 ]                                                                                              | 電視動畫《未確認進行式》相關歌曲           |                                                   |
| 2月19日  |                                                                                       | [ 成員 1 ] [ 41 ]                                                                                              | 「」                                       | 電視動畫《未確認進行式》片尾曲                    |
| 2月19日  | 「」                                                                                  | [ 成員 1 ] [ 41 ]                                                                                              | 電視動畫《未確認進行式》相關歌曲           |                                                   |
| 3月19日  | 未確認角色歌02                                                                        | 夜之森紅緒（松井惠理子）                                                                                       | 電視動畫《未確認進行式》相關歌曲           | 「Good♡Smell」 「Eternal My Sister」 「」         |
| 4月16日  | 未確認進行式 DVD & Blu-ray Vol.2 音聲特典 角色歌CD                                    | 雲雀高中學生會                                                                                                 | 電視動畫《未確認進行式》相關歌曲           | 「」                                              |
| 4月30日  | THE IDOLM@STER CINDERELLA MASTER 027 神谷奈緒                                         | 神谷奈緒（松井惠理子）                                                                                         | 「2nd SIDE」                               | 遊戲《偶像大師 灰姑娘女孩》角色歌                 |
| 5月14日  | 未確認進行式 DVD & Blu-ray Vol.3 音聲特典 角色歌CD                                    | 夜之森紅緒（松井惠理子）                                                                                       | 「」                                       | 電視動畫《未確認進行式》角色歌                    |
| 8月20日  | 半熟少女                                                                              | 白銀貴子（松井惠理子）                                                                                         | 「」                                       | 廣播劇CD《半熟少女》相關歌曲                      |
| 8月20日  | 半熟少女                                                                              | 白銀貴子（松井惠理子）、白波海優（M·A·O）                                                                      | 「」                                       | 廣播劇CD《半熟少女》相關歌曲                      |
| 10月14日 | NINJA SLAYER忍者殺手 原聲帶                                                           | （松井惠理子）                                                                                                 | 「                                         | 廣播劇CD《NINJA SLAYER忍者殺手 財閥強襲！》劇中歌 |
| 12月17日 | THE IDOLM@STER CINDERELLA MASTER Cool Jewelries! 002                                  | 川島瑞樹（東山奈央）、白坂小梅（櫻咲千依）、安娜史塔希亞（上坂堇）、神谷奈緒（松井惠理子）、北條加蓮（淵上舞） | 「」 「Party Night」                       | 遊戲《偶像大師 灰姑娘女孩》相關歌曲               |
| 12月17日 | THE IDOLM@STER CINDERELLA MASTER Cool Jewelries! 002                                  | 神谷奈緒（松井惠理子）                                                                                         | 「」                                       | 遊戲《偶像大師 灰姑娘女孩》相關歌曲               |
| 2015年   |                                                                                       | |                                            |                                                   |
| 2月4日   | 半熟少女2                                                                             | 白銀貴子（松井惠理子）                                                                                         | 「」                                       | 廣播劇CD《半熟少女》相關歌曲                      |
| 2月4日   | 半熟少女2                                                                             | 白銀貴子（松井惠理子）、白波海優（M·A·O）                                                                      | 「」                                       | 廣播劇CD《半熟少女》相關歌曲                      |
| 3月4日   | 記錄的地平線 原聲帶 2                                                                 | 五十鈴（松井惠理子）                                                                                           | 「」                                       | 電視動畫《記錄的地平線》劇中歌                    |
| 3月18日  | 未確認歌唱式 ～～                                                                     | [ 成員 1 ] | 「」                                       | 電視動畫《未確認進行式》相關歌曲                  |
| 4月22日  | blue moment                                                                           | 萌力BOB | 「blue moment」                            | 電視動畫《干支魂》片尾曲                          |
| 4月22日  | blue moment                                                                           | [ 成員 4 ] | 「」                                       | 廣播節目《干支魂Radio〜〜》主題曲                 |
| 4月22日  | blue moment                                                                           | 萌力BOB | 「blue moment [LIVE ARRANGE ver.]」        | 電視動畫《干支魂》片尾曲                          |
| 4月29日  |                                                                                       | 徒然操縱的霧幻庵                                                                                               | 「」                                       | 電視動畫《SHOW BY ROCK!!》插入曲                  |
| 4月29日  | 「」                                                                                  | 徒然操縱的霧幻庵                                                                                               | 電視動畫《SHOW BY ROCK!!》相關歌曲         |                                                   |
| 5月20日  | 干支魂 角色歌迷你專輯 (1)                                                             | 小喵（村川梨衣）、小吽（松井惠理子）、小雛（佐佐木未來）                                                       | 「」                                       | 電視動畫《干支魂》相關歌曲                        |
| 5月20日  | 干支魂 角色歌迷你專輯 (1)                                                             | 小吽（松井惠理子）                                                                                             | 「」 「」                                  | 電視動畫《干支魂》相關歌曲                        |
| 7月22日  | 干支魂 陸【.jp限定版】特製 隨附音樂下載序號明信片 參                                  | 小吽（松井惠理子）                                                                                             | 「」                                       | 電視動畫《干支魂》相關歌曲                        |
| 7月22日  | SHOW BY ROCK!! 第2卷【.jp限定版特典】獨唱版全6曲收錄迷你專輯                          | 吽（松井惠理子）                                                                                               | 「」 「」                                  | 電視動畫《SHOW BY ROCK!!》相關歌曲                |
| 8月26日  | Dreamin'× Dreamin'!!                                                                  | [ 成員 7 ] | 「Dreamin'× Dreamin'!!」                   | 電視動畫《Million Doll》片頭曲                    |
| 8月26日  | Dreamin'× Dreamin'!!                                                                  | [ 成員 7 ] | 「Sweet berry, Strawberry♡」               | 電視動畫《Million Doll》插入曲                    |
| 10月14日 | THE IDOLM@STER CINDERELLA GIRLS ANIMATION PROJECT 2nd season 05                       | Triad Primus                                                                                                   | 「Trancing Pulse」 「」                    | 電視動畫《偶像大師 灰姑娘女孩》插入曲             |
| 11月19日 | GRAND KINGDOM 迷你原聲CD                                                              | （松井惠理子）                                                                                                 | 「」                                       | 遊戲《GRAND KINGDOM》片尾曲                       |
| 11月25日 | 晴♥星良『Aozora Shooting Star☆彡』                                                    | 各務晴（松井惠理子）、樋辻星良（藤田咲）                                                                       | 「」                                       | 《》相關歌曲                                      |
| 11月25日 | SHOW BY ROCK!! 第6卷 完全新作獨唱＆二重唱企劃CD（2）                                  | 阿（早見沙織）、吽（松井惠理子）                                                                               | 「」                                       | 電視動畫《SHOW BY ROCK!!》相關歌曲                |
| 2016年   |                                                                                       | |                                            |                                                   |
| 3月30日  | THE IDOLM@STER CINDERELLA GIRLS ANIMATION PROJECT ORIGINAL SOUNDTRACK                 | 島村卯月（大橋彩香）、本田未央（原紗友里）、澀谷凜（福原綾香）、神谷奈緒（松井惠理子）、北條加蓮（淵上舞）     | 「STORY」                                  | 電視動畫《偶像大師 灰姑娘女孩》相關歌曲           |
| 4月20日  |                                                                                       | 徒然操縱的霧幻庵                                                                                               | 「」                                       | 電視動畫《SHOW BY ROCK!! Short!!》插入曲          |
| 4月20日  | 「」                                                                                  | 徒然操縱的霧幻庵                                                                                               | 電視動畫《SHOW BY ROCK!! Short!!》相關歌曲 |                                                   |
| 5月3日   | 限定版 輕小說 魔法少女OverAge「」附贈CD『魔法少女OverAge -the second brew of Magic-』 | 小宮桃香（M·A·O）、兒玉青（松井惠理子）                                                                        | 「lumiere」                                | 《魔法少女OverAge》相關歌曲                       |
| 9月21日  | SHOW BY ROCK!! BEST Vol.2                                                             | 徒然操縱的霧幻庵                                                                                               | 「」                                       | 遊戲《SHOW BY ROCK!!》相關歌曲                    |
| 11月16日 |                                                                                       | 徒然操縱的霧幻庵                                                                                               | 「」                                       | 電視動畫《SHOW BY ROCK!!#》插入曲                 |
| 11月16日 | 「」                                                                                  | 徒然操縱的霧幻庵                                                                                               | 電視動畫《SHOW BY ROCK!!#》相關歌曲        |                                                   |
| 2017年   |                                                                                       | |                                            |                                                   |
| 1月11日  | 賽馬娘 Pretty Derby STARTING GATE 02                                                  | 富士奇蹟（松井惠理子）                                                                                         | 「DREAM JACK」                             | 遊戲《賽馬娘 Pretty Derby》相關歌曲               |
| 1月11日  | 賽馬娘 Pretty Derby STARTING GATE 02                                                  | Maruzensky（Lynn）、富士奇蹟（松井惠理子）、小栗帽（高柳知葉）                                                 | 「UNLIMITED IMPACT」 「」                  | 遊戲《賽馬娘 Pretty Derby》相關歌曲               |

### 團體成員
1. 1 2  夜之森小紅（照井春佳）、夜之森紅緒（松井惠理子）、三峰真白（吉田有里）
2. ↑  夜之森紅緒（松井惠理子）、鹿島撫子（佐倉綾音）、末續木葉（藤田咲）
3. ↑  村川梨衣、大原沙耶香、松井惠理子、巽悠衣子、相坂優歌、內田真禮、生天目仁美、小澤亞李、淵上舞、戶田惠、佐佐木未來、本多真梨子、花守由美里
4. ↑  村川梨衣、松井惠理子、花守由美里
5. ↑  村川梨衣、松井惠理子、相坂優歌、花守由美里
6. 1 2 3  阿（早見沙織）、吽（松井惠理子）、不倒太夫（潘惠美）
7. ↑  松井惠理子、渡部優衣、飯塚麻結
8. ↑  澀谷凜（福原綾香）、神谷奈緒（松井惠理子）、北條加蓮（淵上舞）
9. ↑  吽（松井惠理子）

## 外部連結
- 官方個人簡介 （页面存档备份，存于）（日語）
- http://ameblo.jp/lenp/ （页面存档备份，存于） （Blog）（日語）
- 松井惠理子的X（前Twitter）（日語）
- 松井惠理子｜德間日本 （页面存档备份，存于）（日語）